# Andrés Gaos Berea
Andrés Gaos Berea (La Coruña, 31 de marzo de 1874 - Mar del Plata, 13 de marzo de 1959) fue un pedagogo musical, compositor y violinista hispano-argentino.

## Trayectoria[1]
Nacido en una importante familia de comerciantes musicales gallegos, su familia se trasladó a Vigo a principios de otoño de 1880 con motivo de la inauguración de una sucursal de la tienda Canuto Berea & Cia, regentada por su padre Andrés Gaos Espiro.  En Vigo estudió con el violinista Eduardo Dorado, el 14 de agosto de 1884 debutó en Pontevedra y dos días después ganó su primer galardón como intérprete. Al terminar sus estudios primarios, la Diputación Provincial de La Coruña lo pensionó para estudiar violín (1885-89) con Jesús de Monasterio en la Escuela Nacional de Música y Declamación de Madrid, esta Diputación renovó su apoyo a Gaos el 11 de abril de 1889 con una beca para tomar clases privadas con Eugène Ysaÿe  (otoño de 1889 a marzo de 1890) en Bruselas.  En 1890 no consigue ingresar como alumno en el Conservatorio de París y regresa a Galicia.
En 1893 viaja a Cuba donde da su primer concierto americano (La Habana: Centro Gallego, diciembre de 1893) que resulta un fracaso a causa de su enfrentamiento con sus anfitriones de la comunidad gallega. A principios de la primavera de 1894 se instaló en México D.F. donde trabajó como violinista del Gran Circo-Teatro Orrin entre el 25 de marzo y el 11 de abril, participando en la pantomima Una boda en Santa Lucía. En el verano de 1895 Gaos llega a Buenos Aires donde conoció a su futura esposa, la cantante y violinista América Montenegro (1876-1949) con la cual se casó el 6 de febrero de 1896 en Montevideo y tuvo cinco hijos: América (Montevideo, 2 de agosto de 1896-), Sofía (Montevideo, 9 de agosto de 1897-), Elsa, Andrés (Buenos Aires, 1904) y Elena. Entre 1896 y 1899 trabajaron en el Conservatorio La Lyra de Montevideo.
Residieron en España durante nueve meses y en agosto de 1900 el matrimonio se asentó en Buenos Aires como profesores del Conservatorio de Alberto Williams en el cual Gaos se dedicó primordialmente a la enseñanza del violín -sea en la sede sea en algunas de las numerosas filiales- y, esporádicamente, a la composición de música de salón y a las giras de conciertos. A partir de 1933 abandonó estas actividades para atender al desempeño de diversos cargos en la Administración Pública de Argentina.
En 1903 creó el Cuarteto Gaos formado por Andrés Gaos y América Montenegro, violines, Ricardo Rodríguez, viola, y Carlos Marchal, violoncelo, profesores del Conservatorio Williams. Debutó como director de orquesta (Buenos Aires: Teatro Colón, 12 de octubre de 1913) con la Sociedad Orquestal Bonaerense, concierto en el que se interpretó por vez primera en el Teatro Colón la 6ª Sinfonía de Beethoven.
Divorciado en 1917, se casó con su alumna Luisa Guillochon con quien tuvo tres hijos: Roberto, Eduardo y Andrés. Tras la creación en 1924 del Conservatorio Nacional de Música, Gaos decide trasladarse a Francia, en 1925 se instala en Gans, donde la familia Gaos-Guillochón permanece ocho años. El 19 de febrero de 1933 regresan definitivamente a Buenos Aires a bordo del buque Marsilia, procedente de Burdeos. Durante dos años Gaos trabaja como profesor de música del Colegio Nacional Mariano Moreno y en 1935 es nombrado Inspector de Enseñanza Secundaria Normal y Especial del Estado, puesto que desempeñará hasta su jubilación en 1948. 
Su cuarto hijo Andrés Gaos Montenegro fue un cantante y compositor de cabaret que en los años veinte grabó varios discos con su orquesta y obtuvo éxito con canciones obscenas como el fox-trot Mamá ... yo quiero de eso, o, probablemente, la habanera Couplet.
Su octavo hijo Andrés Gaos Guillochón (1932-2018) ha publicado numerosos relatos, frecuentemente poco verosímiles, sobre la vida de su padre, así como arreglos libres sobre algunas de sus composiciones, en colaboración con Joam Trillo. 

## Trabajo
La información sobre la carrera violinística de Gaos es escasa y dispersa, pero todo parece indicar que sus giras de concierto fueron esporádicas y que su actividad como solista fue secundaria a partir de ca. 1900. El momento culminante de su carrera violinística fue su intervención como solista del estreno latinoamericano del "Concierto para violín y orquesta nº 3" de Camille Saint-Saëns (Buenos Aires: Teatro Odeón, 29 de julio de 1904) bajo la dirección del compositor, con ocasión de la segunda visita de Saint-Saëns a Argentina y Uruguay. Su última actuación documentada como violinista fue con el pianista Maurice Dumesnil en el Teatro Principal de Valencia, los días 3 y 5 de noviembre de 1928. En palabras de Andrés Gaos Guillochón: "Si bien Gaos nunca llegó a ser un violinista de fama internacional, es posible que sus obras ocupen algún día un lugar destacado entre los compositores del siglo XX".
Su labor compositiva se orientó principalmente hacia diversos géneros de música popular (canciones, danzas, obras para concursos institucionales), en su mayor parte publicados en vida del autor, nueve mélodies, casi todas destinadas a los recitales de América Montenegro, y piezas de lucimiento para sus propios recitales, casi todas inéditas o publicadas recientemente.
Desde 1899 publicó obras para piano, violín y piano, canciones de concierto en francés y en español. Entre 1912 y 1916 compuso varias obras corales, una de las cuales fue galardonada por la Asociación Wagneriana de Buenos Aires. En 1916 obtuvo un premio en Tucumán -donde transcurre la acción de su única ópera, Amor vedado, que no llegó a estrenarse- la música y la letra del himno oficial del Centenario de la Independencia Argentina. 
Su catálogo de música de concierto se limita a una ópera, una sinfonía, un poema sinfónico, cuatro cuadros sinfónicos, un Allegro para violín y orquesta, dos obras para orquesta de cuerdas. una sonata para violín y piano y una suite para piano. La Orquesta Sinfónica de Galicia, bajo la dirección de Víctor Pablo Pérez, ha grabado y publicado la obra lírica y orquestal Andrés Gaos siguiendo las ediciones institucionales de la Junta de Galicia, revisadas y arregladas libremente por el compositor Joam Trillo. 
También han tenido buena difusión otros arreglos de obras de Gaos como el Scherzo para orquesta en versión de banda, por Hernán Naval , o las versiones para coro y para voz y piano de Rosa de abril, realizadas por Ramiro Cartelle adaptando a esta pieza para piano el poema homónimo de Rosalía de Castro, publicada en el libro Follas Novas.

## Obra
Música teatral
- Amor vedado, ópera sobre libreto de Andrés Gaos, Premio Tucumán,1916. Estrenada en La Coruña en 2009
- Música incidental para el drama Facundo (Buenos Aires: Teatro Nacional, 19 de abril de 1920) de Ivo Pelay.
- Música incidental para el drama Las últimas violetas (Buenos Aires: Teatro Buenos Aires, 22 de julio de 1919) de Belisario Roldán. La Orquesta del Teatro fue dirigida por Jesús Ventura.
- Música incidental para el drama Los rayos X de Enrique García Bellido.
- Música incidental para los dramas La casa divertida, El señor diputado y Alí Babá.

Música orquestal
- Allegro para violín y orquesta, Buenos Aires: ca 1900. Estrenado por la violinista América Montenegro de Gaos dirigida por Riccardo Furlotti (1860-1920) y acompañada por la Orquesta del Teatro Odeón, Buenos Aires: Teatro Odeón, 8 de mayo de 1903.
- Suite a la antigua, para orquesta de cuerdas. Buenos Aires: ca 1903-4, escrita probablemente para la Orquesta del Teatro Odeón.
- Sinfonía N° 1 en la menor, Buenos Aires: ca 1903-4, escrita probablemente para la Orquesta del Teatro Odeón.
- Granada[18][19], poema sinfónico en re menor, Buenos Aires: ca 1916. Estrenado por la Orquesta del Teatro Colón dirigida por André Messager, Buenos Aires: Teatro Colón, 27 de octubre de 1916.[20] 1º interpretación en Europa: Madrid: Teatro Price, 28 de febrero de 1919, Orquesta Filarmónica de Madrid, Bartolomé Pérez Casas, director.[21]
- Cantos en las montañas, cuadro sinfónico, Buenos Aires: ca 1917. Estrenado como "Cantos celtas", tercer movimiento de la denominada 2ª Sinfonía: En las montañas de Galicia, estrenada por la Orquesta Juvenil de Radio Nacional dirigida por Washington Castro, Buenos Aires: 28 de julio de 1959.
- Danza campestre, cuadro sinfónico, Buenos Aires: antes de 1923. Estrenado por la orquesta de la L.R.A. Radio del Estado dirigida por Washington Castro, Buenos Aires: Cine Teatro Gran Rex, 25 de julio de 1954, con el título Suite Galaica
- Fiesta de aldea, cuadro sinfónico en sol mayor, (lugar y fecha de composición desconocidos). Estrenado como primer movimiento de la denominada 2ª Sinfonía: En las montañas de Galicia, estrenada por la Orquesta Juvenil de Radio Nacional dirigida por Washington Castro, Buenos Aires: 28 de julio de 1959.
- Scherzo para orquesta, (lugar y fecha de composición desconocidos). Estrenado como segunda parte del segundo movimiento de la denominada 2ª Sinfonía: En las montañas de Galicia, por la Orquesta Juvenil de Radio Nacional dirigida por Washington Castro, Buenos Aires: 28 de julio de 1959.
- Impresión nocturna, para orquesta de cuerdas, estrenada en París en 1937

Obras para violín y piano
- Muiñeira , 1891
- Jota aragonesa, 1894
- Habanera,  compuesta en Montevideo: 1896, publicada en Berlin por Ries & Erler, ca 1900
- Romanza op 20, Buenos Aires: Otto Beines e Hijo, ca 1926
- Sonata op 37, Buenos Aires: Sociedad Nacional de Música, 1917. Estreno: Buenos Aires, Salón La Argentina, 4 de julio de 1917, Julio Vela, violín, y Juan José Castro, piano

Obras para violoncelo y piano
- Humoresque, compuesta en Buenos Aires ca 1905, probablemente destinada a Charles Marchal.
- Elegía, compuesta en Buenos Aires ca 1917, dedicada a a Pablo Casals quien rehusó interpretarla.[22] La obra fue incorporada por Carlos Marchal al repertorio de sus alumnos de violonchelo en el Conservatorio Williams.

Piano
- Polonesa, publicada en Ciudad de México por H. Nagel y Sucs. ca. 1894
- Romanza, 1894
- Miniaturas, 1896
- Aires gallegos, 1905. ¿Estreno?, Buenos Aires, Sociedad Nacional de Música, 28 de octubre de 1921.
- Nuevos aires gallegos
- Suite Hispánicas
- Lieder, jota[23]

Mélodies para voz y piano
- Premier printemps, 1891. Estreno en la Sociedad Nacional de Música, Buenos Aires: Museo Nacional de Bellas Artes, 25 de noviembre de 1921.  María Pini de Crestia, soprano y Andrés Gaos, piano.[25]
- Au point du jour.  Estreno en la Sociedad Nacional de Música, Buenos Aires, Sociedad Nacional de Música, 25 de noviembre de 1921. María Pini de Crestia, soprano y Andrés Gaos, piano.[25]
- En Mai, romance, publicada en Buenos Aires por Gurina y Cía. Ed., s.d. (1905-1909)
- Fleurs d'amour, romance. Buenos Aires: Gurina y Cía. Ed., s.d. (1905-1909)
- Fleur mourante. Buenos Aires: Gurina y Cía. ed. s.d. (1896-1909)
- Solitude. Buenos Aires: Gurina y Cía. ed. s.d. (1896-1909)
- Paix suprême
- Serenade
- La rose. Buenos Aires: Revista Musical, d.d. (1896-1909)

Canciones para voz y piano
- ¡Ay, mi amor!, publicada en  Buenos Aires y Montevideo por Editorial A.S: Arista, ca 1922. Estreno, Buenos Aires: Museo Nacional de Bellas Artes, 25 de noviembre de 1921. María Pini de Crestia, soprano y Andrés Gaos, piano.
- Vidalita, publicada en Buenos Aires y Montevideo por Editorial A.S: Arista, ca 1922. Estreno, Buenos Aires: Museo Nacional de Bellas Artes, 25 de noviembre de 1921. María Pini de Crestia, soprano y Andrés Gaos, piano.

Canciones escolares
- El canto del gallo, publicada en Buenos Aires por Ed. Alberto S. Poggi, 1921. Estreno, Buenos Aires: Museo Nacional de Bellas Artes, 25 de noviembre de 1921. María Pini de Crestia, soprano y Andrés Gaos, piano.
- Canción de primavera, romanza, publicada en Buenos Aires por Gurina y Cia, Ed., s.d. 1920
- El dadivoso, publicada en Buenos Aires por Gurina y Cia, Ed., s.d. (ca 1921)
- Pastoral, publicada en Buenos Aires por Gurina y Cia, Ed., s.d. (ca 1921)

Transcripciones para violín y piano de obras ajenas
- 2 Aires Criollos de Julián Aguirre, publicada en Buenos Aires por Gurina y Cía. Ed., s.d. ca 1901

Obras didácticas
- 100 Ejercicios Técnicos Progresivos para violín solo, Buenos Aires ca 1901

Obras atribuidas a Andrés Gaos Berea
- Couplet para voz y piano (hacia 1929), Habanera erótica atribuida a Andrés Gaos Berea por Julio Andrade Malde[27] y publicada por Joam Trillo como una canción de salón de Gaos Berea.[28]
- La silenciosa, para voz y piano. Atribuida a Andrés Gaos Berea por Julio Andrade Malde y publicada como tal por Joam Trillo.[29]
- Elenita, vals para voz y piano. publicada en Buenos Aires por  Gurina y Cia. ed., s.d. Atribuida a Andrés Gaos Berea por Joam Trillo quien la publicó como tal.[30]
- Tango, para piano, atribuido a Andrés Gaos Berea por Julio Andrade Malde y publicada por Monserrat Capelán como una obra de Gaos Berea.[31]
- 2º Sinfonía: En las montañas de Galicia,[32] compuesta por autores no identificados a partir de materiales originales de Gaos Berea tras la muerte del compositor.[33]
- Fantasía para violino y orquesta,[34] compuesta por Joam Trillo a partir del Allegro para violín y orquesta de Gaos.
- Rosa de abril para voz y piano.[23][35] Canción sobre poema de Rosalía de Castro compuesta por Andrés Gaos Guillochón y Joam Trillo a partir de la última composición de Andrés Gaos Berea, el Lieder op, póstumo, una breve jota para piano a dos manos.[36]